# Аннополь (город)
Аннополь (пол. Annopol) — город в Польше, входит в Люблинское воеводство, Красницкий повят. Имеет статус городско-сельской гмины. Занимает площадь 7,73 км². Население — 2488 человек (на 2020 год). В 1975—1989 годах административно входило в Тарнобжегское воеводство. Находится в исторической области Малая Польша.

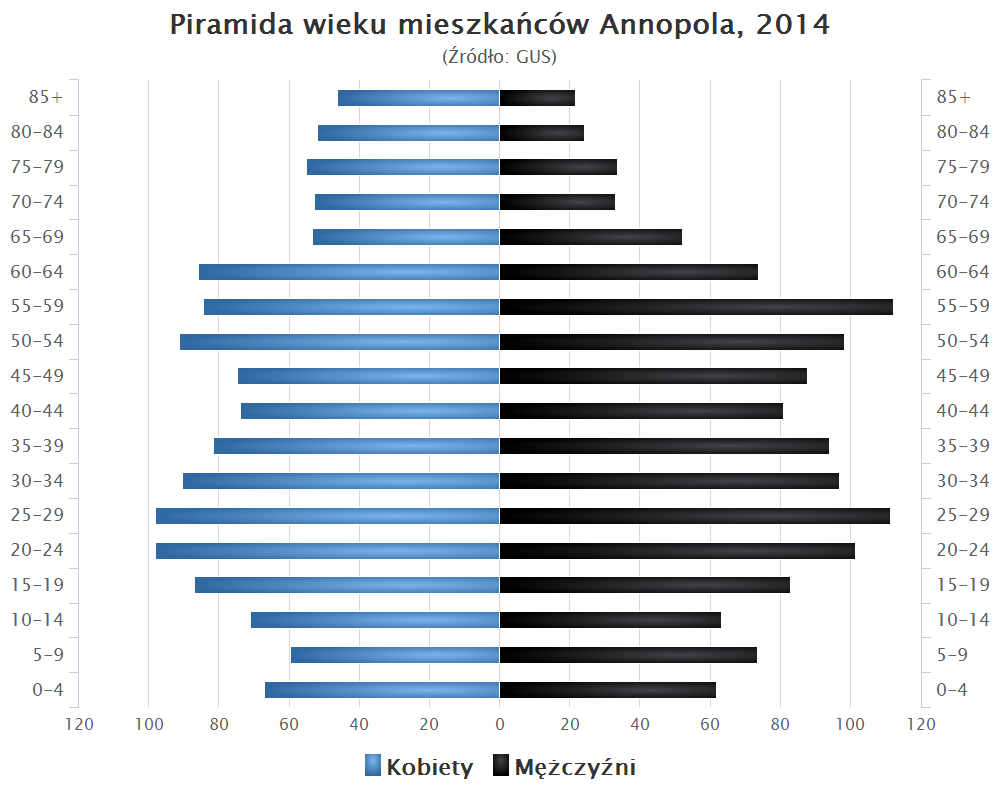
Возрастно-половая пирамида Аннополя в 2014 году.

## История
Возник на месте села Рахув, которое в XVI—XVII веках принадлежало шляхетским семьям Раховских, Чижовских, Морштынов и Тиминьских. В последующие века был построен речной порт на Висле, из-за чего село стало городом. Первая письменная информация о Рахуве относится к 1724 году, когда город получил привилегию на ярмарки. В 1740 году был построен костёл святого Иоахима и святой Анны.
В 1761 году Антоний Яблоновский издал документ, которым в честь своей жены Анны дал городу название Аннополь. Однако, как и во многих других городах, новое название не сразу прижилось. Неоднократно, ещё во второй половине XVIII века, город назывался Рахувом. Так было в 1765, 1778, 1790 годах. Впервые в государственных переписях был отмечен как Аннополь в 1781 году. В 1792 году город называли Ханнополем, а в церковном визите 1806 года был упомянут как «город Рахув или Аннополь» (лит. oppidum Annopol seu Rachów). Окончательно официальное название закрепилось к 1827 году.
После разделов Польши решением российских властей 13 января 1870 года был лишён статуса города. В 1914 году под Аннополем через Вислу переправились отряды польских легионов и краковские части 12-й пехотной дивизии австрийской армии, которые 23 августа под городом столкнулись с российскими войсками. Развёрнутое описание боёв под Аннополем вместе с картой боевых действий нашлось в дневниках генерала Тадеуша Розвадовского, командующего австрийской артиллерией.
1 января 1996 года правительство Польши вновь присвоило населённому пункту статус города.

## История евреев в Аннополе
В XVII и XVIII веках в деревне начали селиться евреи, хотя самые старые документы, подтверждающие это, датируются только XVIII веком. В 1764 году в городе проживало 136 евреев, в 1787 году — 106, что составляло 44 % всех жителей. В 1897 году количество евреев составляло 575 человек, а в 1921—1251, что составляло 72,9 % от общей численности населения. Аннопольские евреи занимались, в основном, торговлей зерном и скотом, пропинацией, арендой трактиров, соляных складов и садов, а также ремеслом и ростовщичеством. В городе работал еврейский банк, союзн ремесленников, проводивший вечерние и культурные мероприятия, а также действовали сионистские партии и пионерские группы, представители Агудат Исраэль и Бунда.
После начала Второй мировой войны в Аннополь прибыло много еврейских беженцев из других частей Польши, в том числе из Калиша и Лодзи. Через несколько дней после захвата города немцы убили раввина Рафаэля Левенталя. Оккупанты организовали юденрат. Его возглавил Бунем Манделькар, довоенный председатель еврейской общины. В январе 1940 года немцы повесили десять евреев, обвиняемых в торговле на чёрном рынке. С марта 1940 года евреи были обязаны носить на плече повязки со звездой Давида. Нацисты создали два трудовых лагеря для евреев в Рахуве и Янишове, а весной 1940 создали гетто. Появилась еврейская полиция, которой руководил Беньямин Катценельбоген. В мае 1942 года в Аннополе было около 2000 евреев. 15 октября 1943 года оккупанты начали ликвидацию гетто. После предварительного отбора здоровые и сильные люди были отправлены в трудовые лагеря в Янишове и Гостерадове, старые и немощные были убиты на месте. Остальное еврейское население было отправлено в гетто в Краснике, а затем в Белжец, где они были убиты. У евреев в Аннополе были две синагоги — старая и новая, — и два кладбища — старое и новое.

## Транспорт
В Аннополе есть мост через Вислу, который является часть национальной дороги 74. Через город также проходят воеводские дороги 824 и 854.